# U-lite
U-lite (ранее Ubuntu Lite) — это неофициальная сборка Ubuntu для использования на старых компьютерах. В данный момент она находится на ранней стадии разработки.
Цель Ubuntu Lite — «сила Ubuntu для слабых машин». В нём используется оконный менеджер Openbox. Похожие цели преследуют Xubuntu и Lubuntu.

## Проблемы с товарным знаком
10 сентября 2008 года Canonical отписала разработчикам Ubuntulite об использовании имён и логотипов, принадлежащих Canonical. Через некоторое время, 6 ноября 2008 года дистрибутив стал называться U-lite.

## Основные характеристики

### Рекомендуемые системные требования
Рекомендуемые системные требования:
- процессор Pentium II 266 МГц,
- RAM с 192 МиБ,
- ROM c ? ГБ.

### Варианты установки
Первоначальный дистрибутив имеет размер 9,7 МБ. Необходимо иметь стабильное подключение к интернету, так как недостающие пакеты подгружаются во время установки системы.

### Приложения по умолчанию включённые в дистрибутив
Дистрибутив включает:
- мультимедия-приложения:
  - Alsaplayer,
  - Asunder CD ripper,
  - Brasero disc burning,
  - gxine;
- приложения работы с изображениями:
  - ePDF viewer,
  - GNU Paint,
  - GPicView image viewer;
- сервисные приложения:
  - Appearance,
  - Login window,
  - менеджер окон Openbox,
  - Скринсейвер (автоматическая заставка);
- системные приложения:
  - Hardware drivers,
  - Network,
  - PCMan File Manager,
  - Services,
  - Shared folders,
  - Software sources,
  - Synaptic package manager (графический интерфейс системы управления пакетами),
  - Time and date,
  - Update manager,
  - Users and groups;
- Интернет-приложения:
  - Kazehakase (веббраузер),
  - Pidgin (клиент мгновенного обмена сообщениями),
  - Sylpheed (почтовый и новостной клиент);
- Офисные пакеты: AbiWord (текстовый редактор) и Gnumeric (редактор таблиц);
- дополнительные приложения:
  - Leafpad (блокнот),
  - LXTerminal,
  - Search for files or folders,
  - Xarchiver[4] (архиватор).